# 溧水站 (中国铁路)
溧水站是位于中华人民共和国江苏省南京市溧水区的一座高速铁路车站。车站位于宁杭客运专线上，于2010年始建，并于2013年7月1日开通运营。

## 车站结构

### 站房
站房建筑面积4978平方米；屋顶采用波浪形曲线设计，体现了当地山水秀美的特点。车站没有专供出站用的出口，进站乘车和出站共用一个检票口。

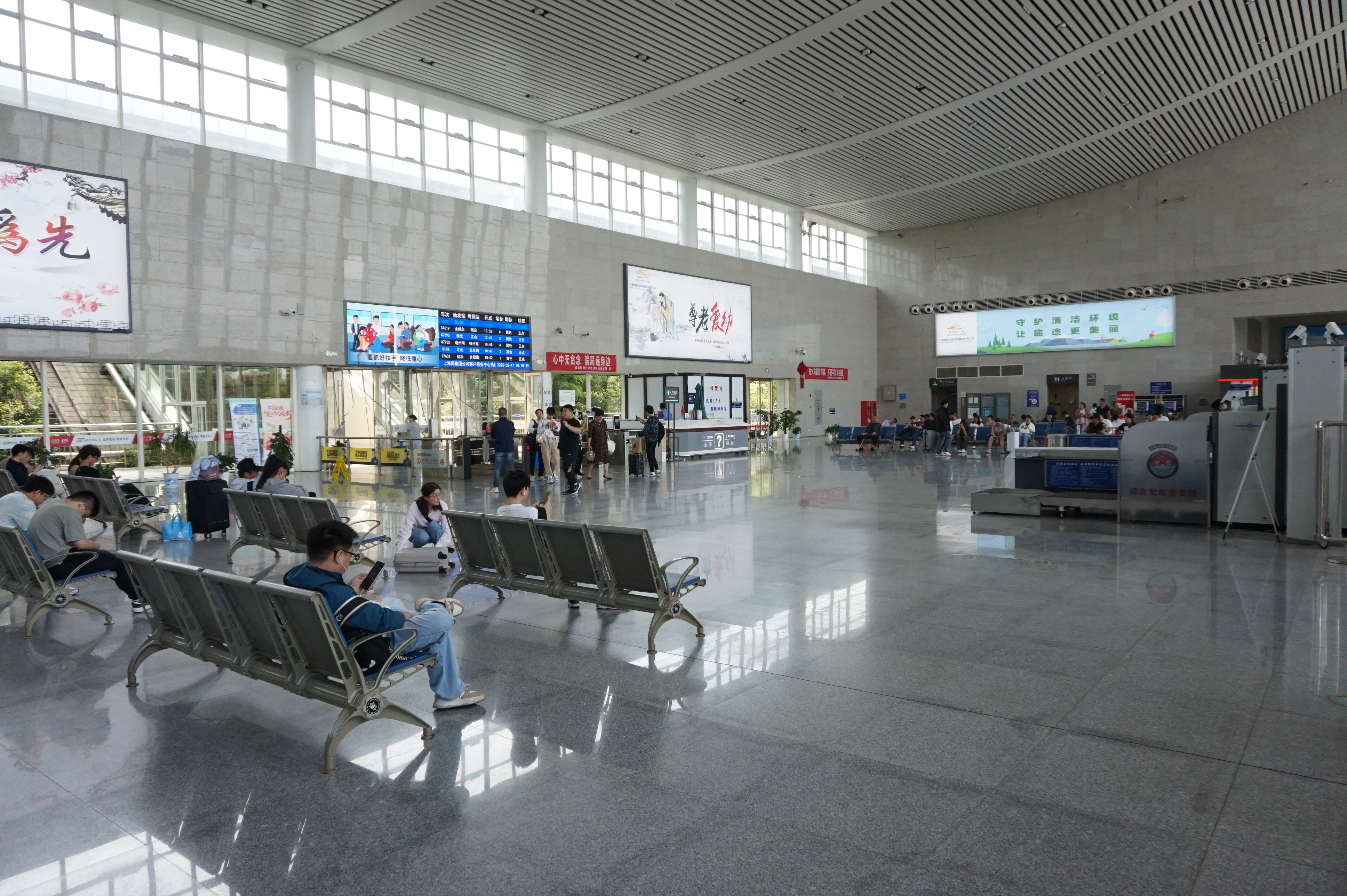
候车室
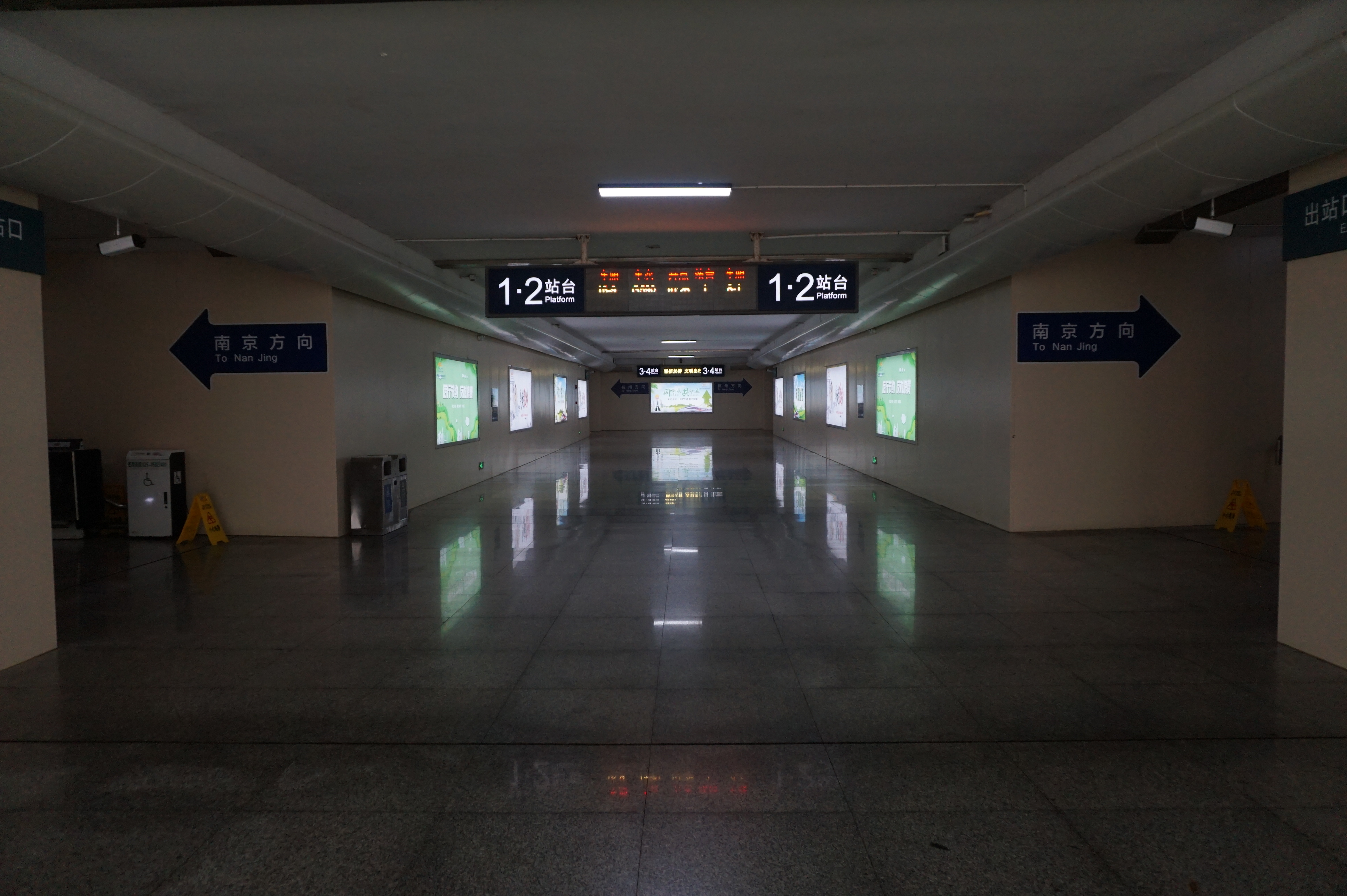
进入检票口后的地下通道

### 站场
车站为二台六线车站，其中正线2条，到发线4条，站台为两个岛式站台。
| 4站台    | 宁杭客运专线往杭州东方向（瓦屋山） |
| 岛式站台 |                                    |
| 3站台    | 宁杭客运专线往杭州东方向（瓦屋山） |
| 正线     | 宁杭客运专线下行列车通过线         |
| 正线     | 宁杭客运专线上行列车通过线         |
| 2站台    | 宁杭客运专线往南京南方向（句容西） |
| 岛式站台 |                                    |
| 1站台    | 宁杭客运专线往南京南方向（句容西） |

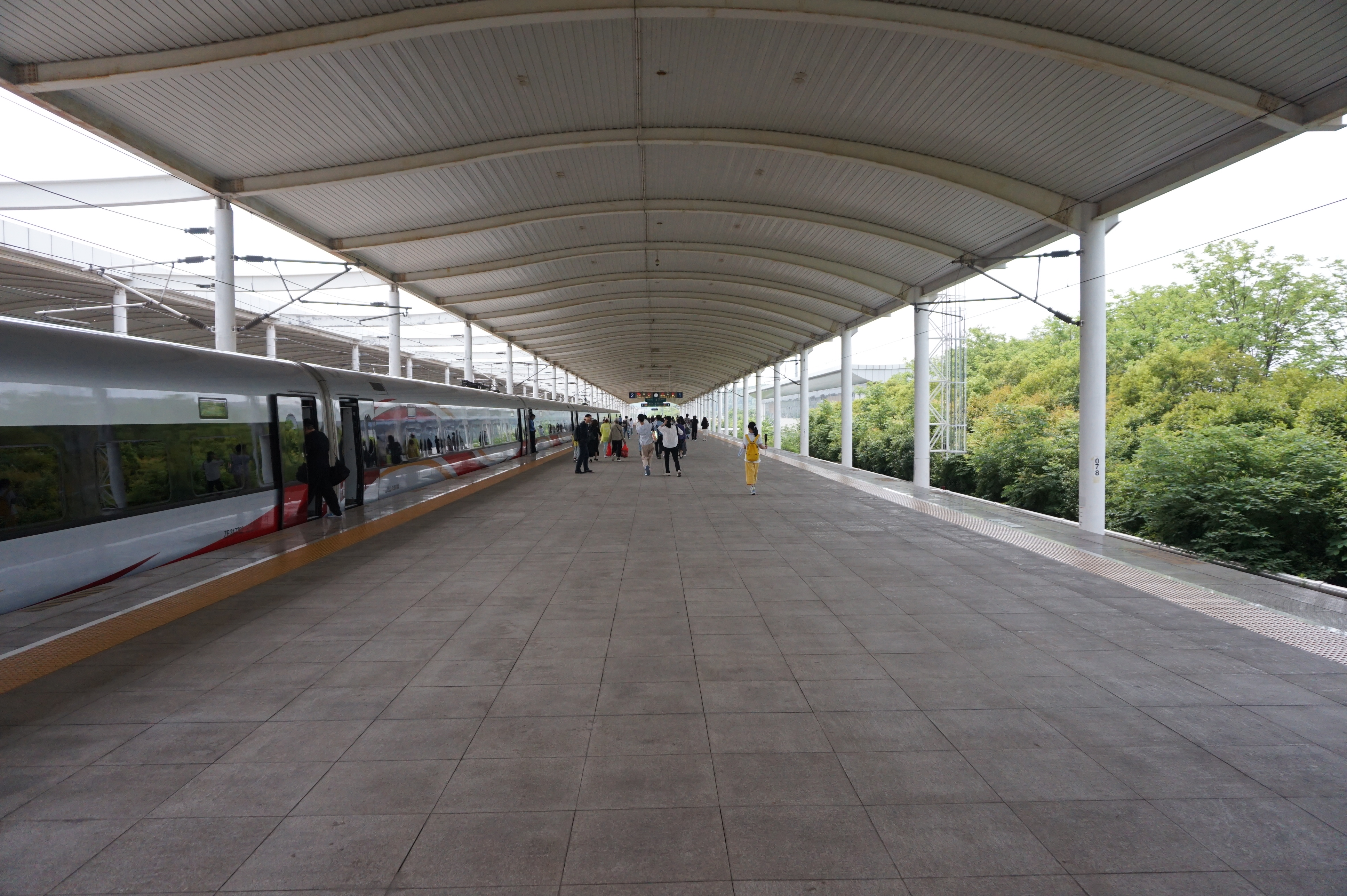
1号、2号站台，南京方向
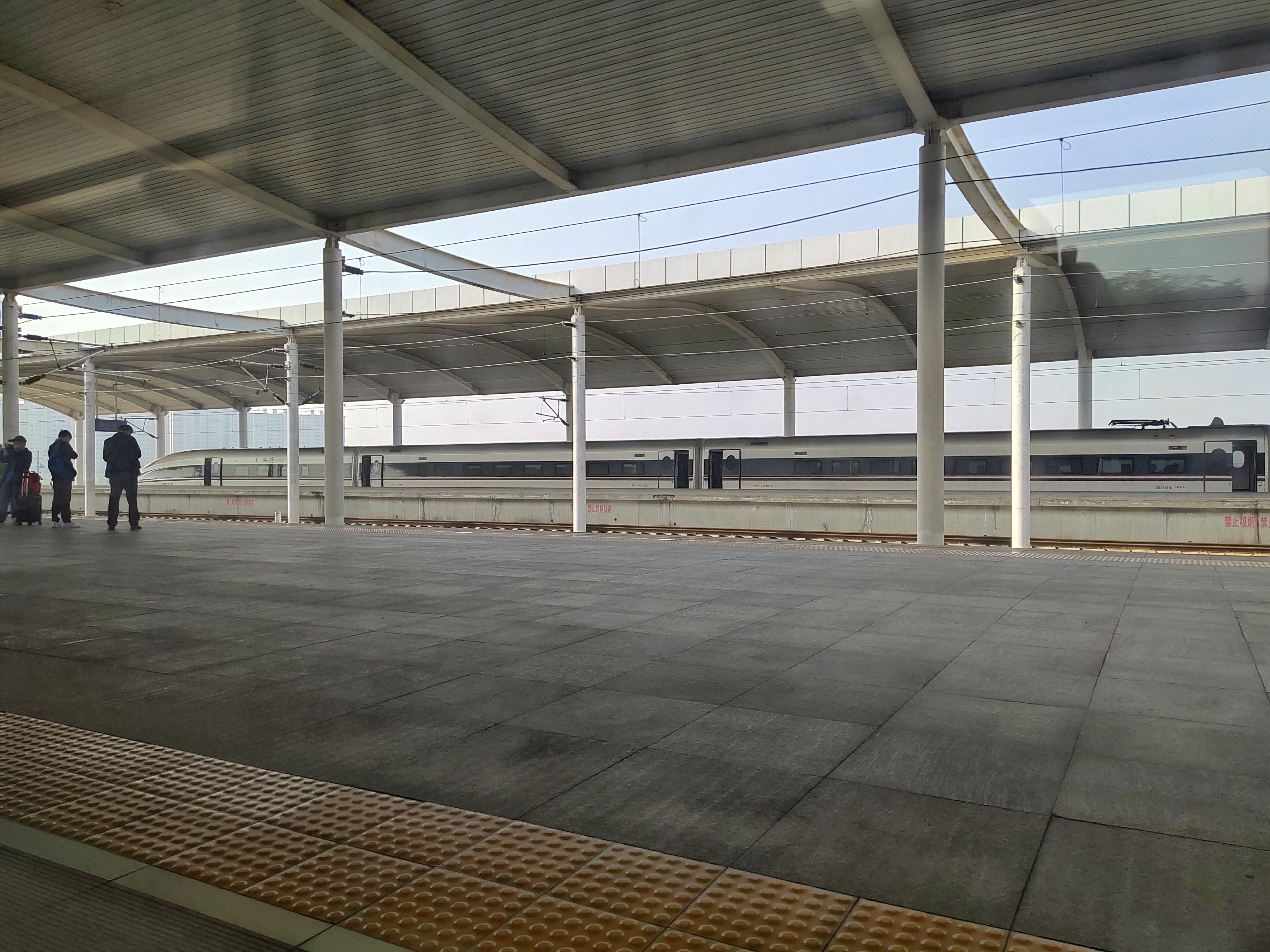
3号、4号站台，杭州方向
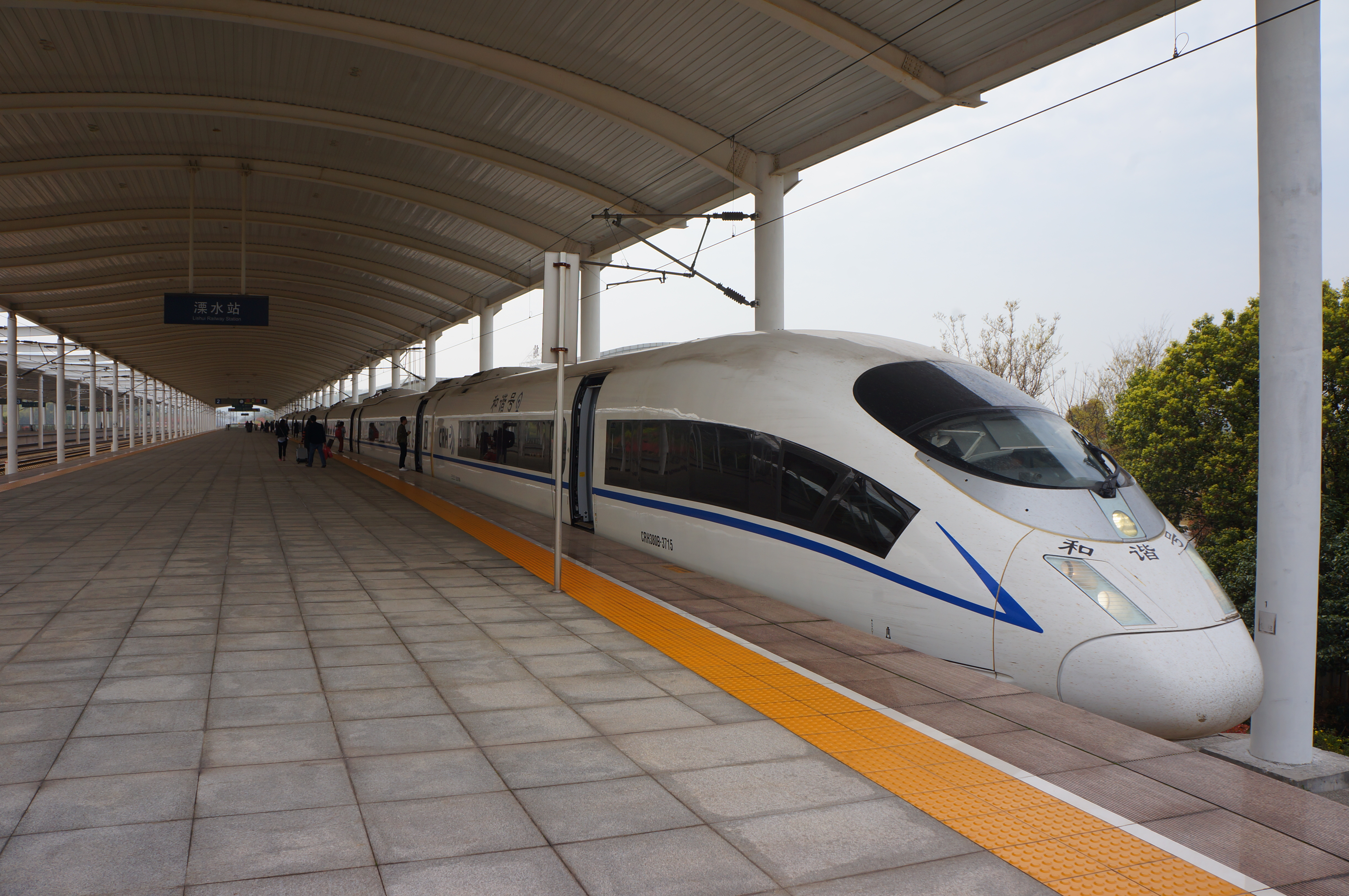
G1882次列车停靠
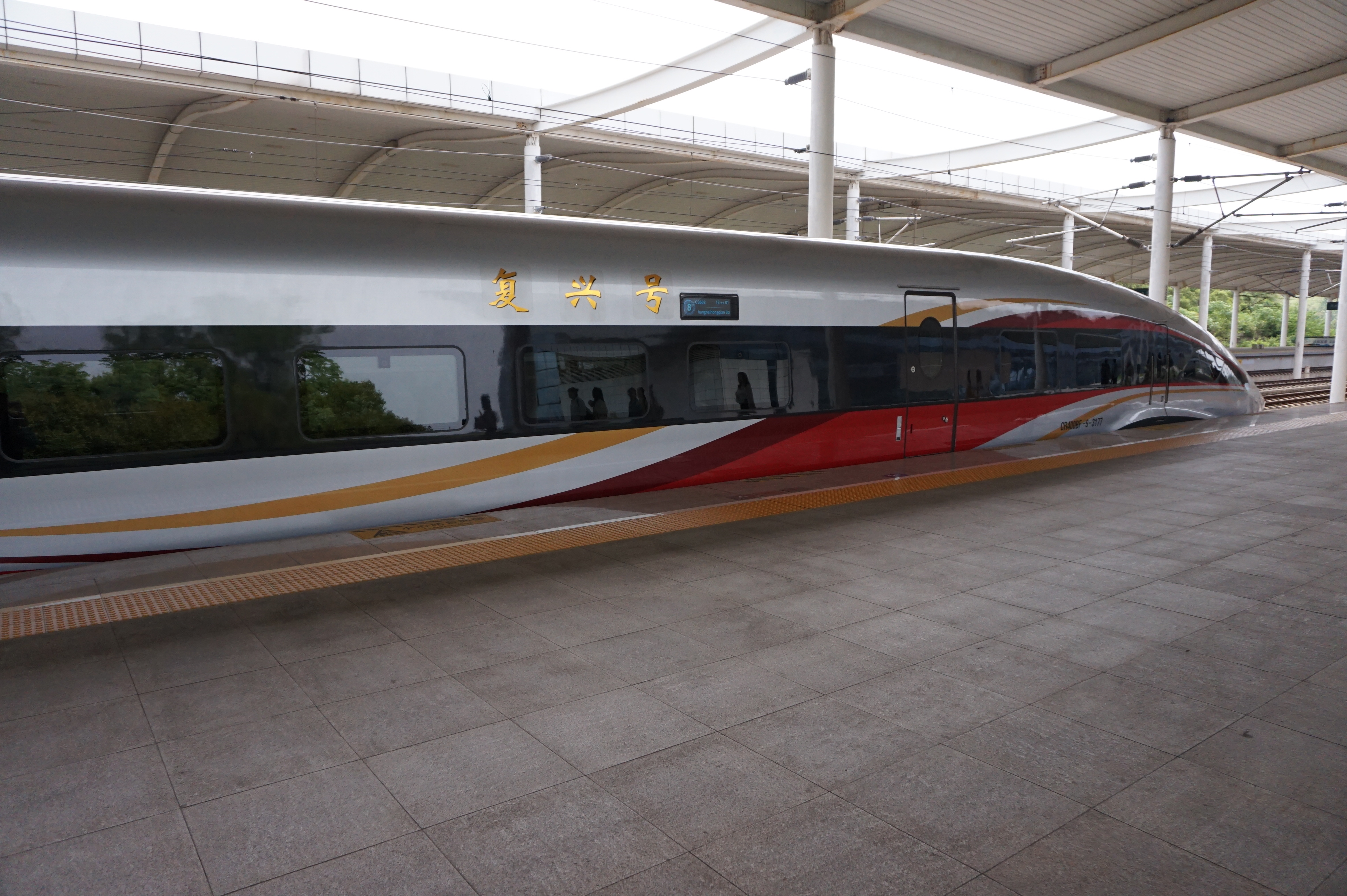
C3603次列车驶离

## 接驳交通
车站西侧设有付费停车场，此外还有多条公交线路接驳。

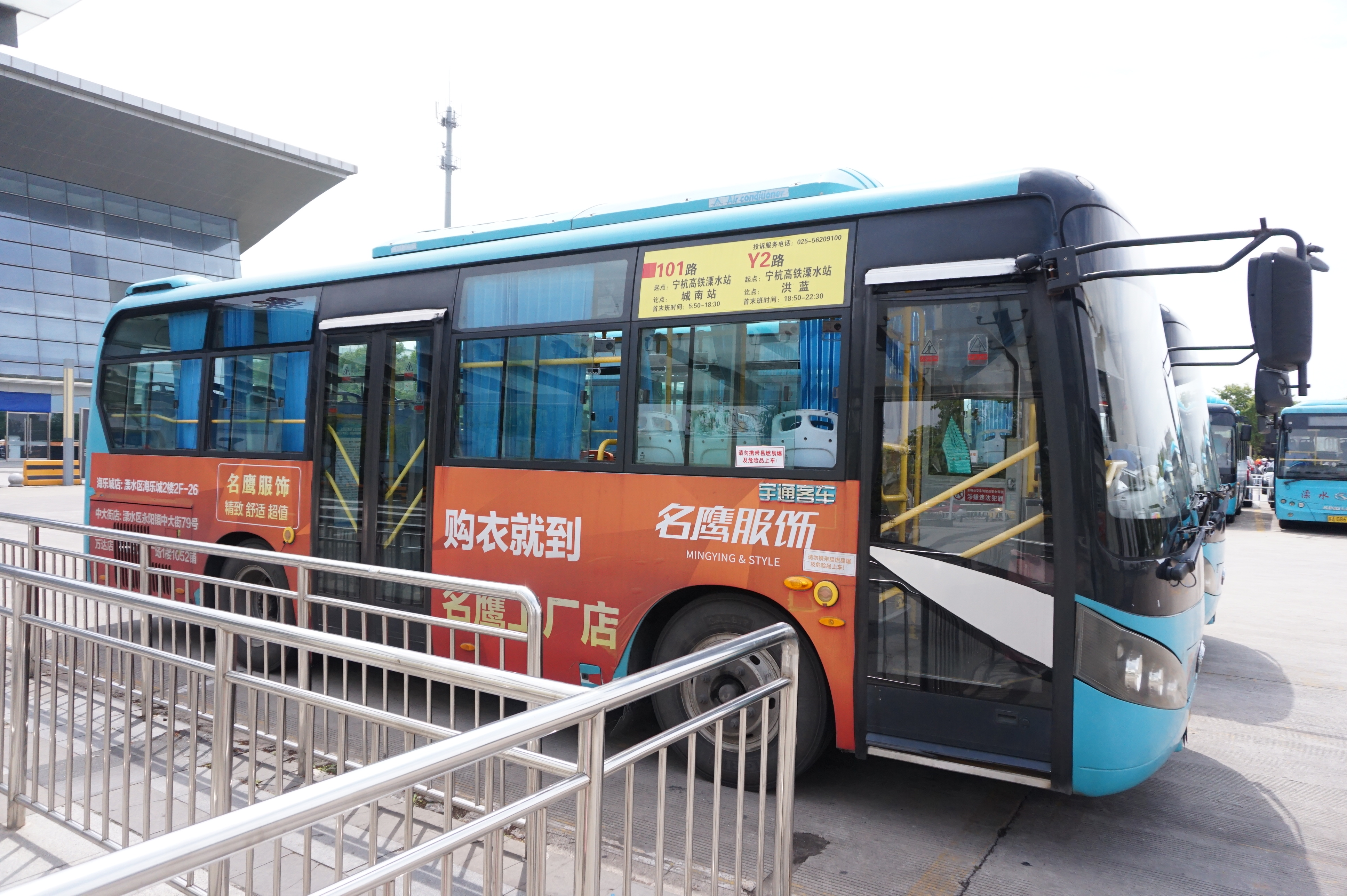
溧水公交101路停靠在站前广场南侧的公交站场

### 公交
| 宁杭高铁溧水站 | 宁杭高铁溧水站 | 宁杭高铁溧水站 | 宁杭高铁溧水站 | 宁杭高铁溧水站           |
| 编号           | 路线           | 路线           | 路线           | 备注                     |
| -------------- | -------------- | -------------- | -------------- | ------------------------ |
| G2溧水 秦源号  | 天生桥景区     | ⇆              | 周园           | 原 溧水游2               |
| 101溧水        | 宁杭高铁溧水站 | ⇆              | 城南           | 原 溧水1                 |
| Y2溧水         | 宁杭高铁溧水站 | ⇆              | 洪蓝           | 原 溧水102（第一代）     |
| 南林大快线公交 | 城隍庙         | ↺              | 城隍庙         | 定时班车，寒暑假期间停运 |
| 南林大快线公交 | 城隍庙         | ↻              | 城隍庙         | 定时班车，寒暑假期间停运 |

## 周边
- 南山
- 会山